# お茶の水貝塚
お茶の水貝塚（おちゃのみずかいづか）は、東京都文京区湯島、現在の東京医科歯科大学キャンパスおよびその周辺にある、縄文前期から晩期までの縄文土器が見つかる貝塚。

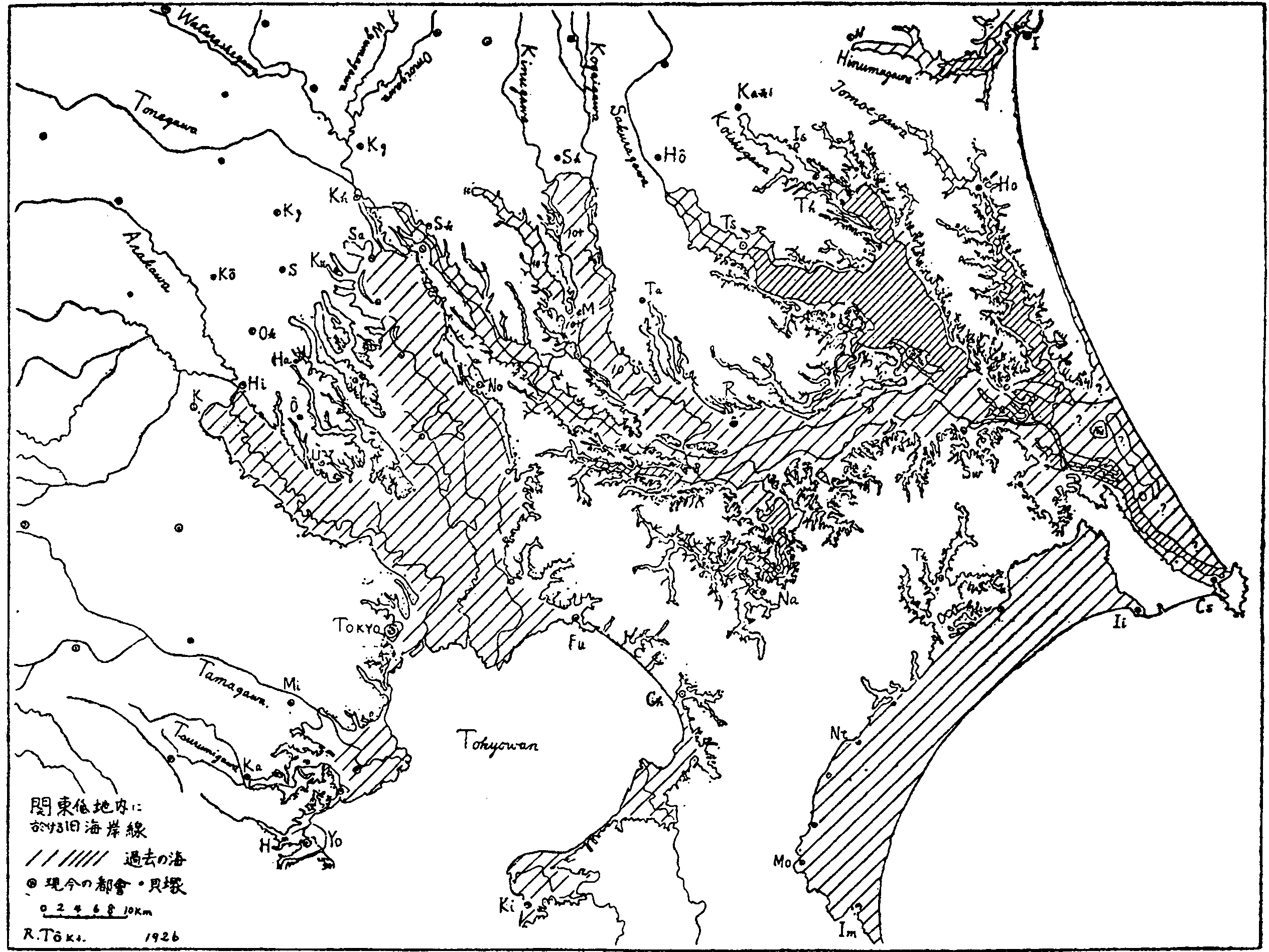
縄文時代の関東平野
斜線部分は縄文時代には海だった地域-東木龍七 (1926) 地形と貝塚分布より見たる関東低地の旧海岸線 (一) (二) (三). 地理学評論, 2, p. 597-607, p. 659-678, p. 746-773.内の図から

座標: 北緯35度42分05.3秒 東経139度45分50.0秒 / 北緯35.701472度 東経139.763889度

## 概要
東京医科歯科大学キャンパス付近の土層では古くから貝殻や土器片が見つかっていたが、1952年（昭和27年）の地下鉄丸ノ内線工事の際に多数の縄文土器片や人骨、2002年（平成14年）の調査では縄文時代の住居跡などが発見されている。江戸時代にはこの地に湯島馬場大筒鋳立場（関口製造所の前身）や江戸幕府の役人の住居が立ち並び、縄文時代の土器片や人骨、住居跡に江戸時代の遺構と文物がほぼ同所から見つかる。

## 所在地
現在の東京医科歯科大学キャンパスおよびその周辺にある当貝塚は縄文時代、小半島であった本郷台地の先端にあり、縄文海進で広がっていた古東京湾に面している。貝塚のすぐ南は神田川だが、神田川のこのあたりは江戸時代初期に人力で開墾されたものである。現在の貝塚の標高は15メートルほどだが、縄文時代は海面が高く、貝塚のすぐ近くまで海が迫っていたものと考えられている。東京医科歯科大学キャンパスの南側にある地下鉄御茶ノ水駅あたりから東京医科歯科大学キャンパスの北西側の三楽病院若葉寮まで縄文時代の遺跡が広がっている。一帯は江戸時代には湯島馬場大筒鋳立場や江戸幕府の役人宅などがあった場所で縄文遺跡に江戸時代の遺構が重なり合っている。

## 名称
「お茶の水貝塚」の他に湯島貝塚、お茶の水女高師内貝塚、お茶の水東京医科歯科大学内貝塚などの異名があり、縄文時代の貝塚は文京区No.38遺跡として登録され、同じ地に重なっている江戸時代の遺構は文京区No.39遺跡として登録されている。

## 調査の経過
現地では貝殻や土器片が見つかる事は古くから知られており、1891年（明治24年）、お茶の水橋建設の際に貝殻や土器片が採取されている。1934年（昭和9年）医科歯科大学の本館工事の際や1952年の地下鉄丸ノ内線御茶ノ水駅建設工事、1953年（昭和28年）医科歯科大増設工事、1988年（昭和63年）医科歯科大構内、2001年（平成13年）には隣接する三楽病院の寮でも調査が行われている。1952年の場合は地下鉄工事の際に縄文土器や人骨が見つかり貝塚として認められている。2002年の調査では縄文前期の住居跡2軒も見つかっている。

## 縄文時代の遺物
1995年（平成7年）の時点で貝塚は当地で7箇所、環状に見つかっている
縄文時代の遺物としては貝殻が主体となっていてハマグリが57%、サルボウ貝14%、ハイガイが7%などとなっている。他にアカガイ、シオフキガイ、ミルクイ、オーノガイ、シジミ類、マガキ、など15種の貝が見つかっている。他に動物の遺物としてはニホンシカやキジ、鯛類などの骨も見つかっている。石器は少なく数点が見つかっているのみである。
見つかった人骨の脛骨の断面は二等辺三角形に近く、現代日本人の物より扁平である。これは現代日本人よりも現代アイヌ人に近い特徴である。
縄文土器の破片は多く見つかっており、1952年の御茶ノ水駅工事の際の調査でも土器片は1300点ほど見つかり、他の調査でも多くの土器片が見つかっている。土器は縄文前期の関山式や黒浜式、諸磯式、縄文中期の阿玉台式、加曾利E式、縄文後期の堀の内式、加曾利B式、曾谷式、安行式など縄文の前期から晩期までの幅広い時代の土器が見つかっている。縄文中期の阿玉台式は関東東北部に分布している土器でこの地は縄文中期には関東東北部の文化圏に属していたことが推定されている。ただし、量的には縄文前期から中期の土器はわずかで、加曾利B式が49%、安行式27%、堀の内式22%とほとんどが縄文後期から晩期の土器で占められ、この地がもっとも栄えたのは縄文後期から晩期であろうと考えられている。
しかし、貝塚の北西側の調査である2002年の調査では縄文時代の住居跡が2軒みつかり、住居跡から発掘された土器片は黒浜式、釈迦堂Z3式などで縄文前期の土器でありこの住居跡も縄文前期のものと推察され、本来のお茶の水貝塚を形成した集落とは別の集落があったのではないかとも推察されている。

## 江戸時代の遺構
当地には江戸時代には湯島馬場大筒鋳立場や江戸幕府の役人の住居が立ち並び、寛永通宝や陶磁器、鉄滓、銃の発火装置などが見つかる。北西側は小役人の住居が立ち並び、江戸時代の大量の陶磁器が発掘され、ゴミ穴や地下室、さらに小役人たちが副業で麹を作っていたか麹製造業者に貸していたかであろう麹室跡など地下構造物も数多く見つかっている。江戸時代の土木工事で壊されていなければもっと多くの縄文時代の住居跡が見つかっていたであろうとも考えられている。